# VI. János portugál király
VI. János (João Maria José Francisco Xavier de Paula Luís António Domingos Rafael de Bragança) (Lisszabon, 1767. május 13. – Lisszabon, 1826. március 10.) Portugália és Brazília Egyesült Királyság királya a Bragança-dinasztiából.

## Élete
III. Péter és I. Mária portugál királynő harmadik fia. Édesanyja 1792-ben elmebajba esett, ezután régensként ő kormányzott helyette. Belépett az 1789-es francia forradalomba a franciák ellen, amit igyekezett Anglia, Spanyolország és Franciaország követek útján megakadályozni, ami nem sikerült, sőt 1794-ben már Spanyolország oldalán harcolt a franciák ellen (Manuel Godoy nyíltan franciaellenes politikát folytatott), illetve flottákat küldtek az angoloknak. Az 1795. évi francia-spanyol béke után folytatta Portugália a hadakozást. Két lehetősége volt Jánosnak: vagy Anglia elleni háborút hirdet meg, ami következtében elveszítette volna Brazíliát és elvágta volna az angolokkal való kereskedelmet, ami csődhöz vezethetett volna, vagy pedig franciaellenes politikát folytat, ezáltal pedig megkockáztat egy esetleges spanyol-francia megszállást. Előbbit az értelmiségi réteg támogatta Bocage vezetésével, utóbbit pedig a régi rend hívei.
1795 és 1807 között megkezdődtek a portugál diplomáciai tárgyalások a békefenntartás érdekében, és végül 16 millió Franciaországnak küldött cruzado adóban egyeztek meg, valamint a franciák feltétele volt az is, hogy le kellett zárnia Portugáliának a kikötőit (1806-ban pedig egész Európára vonatkozó kontinentális zárlatot rendelt el Napóleon), amit Anglia nem fogadott el, és Portugáliának is hátrányát képezte, így próbálta tartani Portugália a semlegességet. Ezzel szemben Godoy igyekezett meggyőzni a francia császárt, hogy meg kell szállni a kelet-ibériai államot. 1801-ben kiadásra került egy ultimátum, melyben Portugáliának választania kellett a két nagyhatalom között, és mivel ez nem történt meg, Godoy megszállta Portugáliát (ez volt az ún. „narancsháború”, mivel a hadvezér pár narancságat küldött Spanyolország királynéjának, IV. Károly feleségének győzelme jeléül). A békekötés Portugáliának 25 millió frankjába került a franciák részére, illetve át kellett adnia néhány brazíliai várost Franciaországnak, Olivencát Spanyolországnak, valamint le kellett zárnia kikötőit Anglia előtt (utóbbi sosem teljesült). Az 1806-os kontinentális zárlat mellett hadat kellett üzennie az angoloknak, amit nehezen tett csak meg János király. Ez azonban még nem volt elég a császár számára, Portugália felosztását rendelte el a fontainebeau-i egyezmény során, azonban ehhez még ő sem ragaszkodott feltétlenül.
1807-ben francia csapatok vonultak be Portugáliába, amire válaszul János király és családja 1807-ben Brazíliába menekült, valamint még kb. 10 000 udvari főúr és cseléd, amit Anglia támogatott. A régens (ekkor még csak az, hiszen anyja, Mária még élt) azt tanácsolta a portugál nemeseknek, hogy fogadják békével a francia sereget, akik később Junot hadvezért valóságos „megváltóként” kezelték, hiszen az ő keze alatt indult meg a haladás eszméje (iskolaépítések, a pénzügy és az infrastrukturális hálózat rendbetétele, stb.). Junot beszéde végén azonban az „Éljen Napóleon!” felkiáltás dühöt és bánatot ébresztett a portugálokban. Tüntetésbe kezdtek, mire a francia katonák rájuk lőttek.
1820. augusztus 24-én ismét portugál felkelés tört ki, amit a Sinédrio (Szinodrió) kezdeményezett, majd hozzájuk csatlakoztak az északi helyőrség katonái, akik ezt 21 lövéssel jelezték (nem személyre irányult). Céljuk a régi kereskedelmi kiváltságaik helyreállítása volt. A mozgalmat Brazília is örömmel fogadta, és szeptember 15-én már Lisszabon is lázadt. A forradalom nem ütközött ellenállásba, az emberek lelkesedését röpiratok és versek mutatják. Brazíliában örömmel fogadták a hírt, sőt felkelések törtek ki Parában, Bahiában és Rio de Janeiróban is, mivel zavarta őket a király és a kormány jelenléte. 1821-ben, a portugál cortes kérésére tért haza VI. János, ahol új, liberális alkotmány bevezetésére tett ígéretet (1821. február 24.). Távozása után Brazília elszakadt Portugáliától, és János idősebbik fiát, Dom Pedro herceget kiáltották ki Brazília császárává (I. Péter brazíliai császár néven). Az anyaországban ezután elkeseredett harc indult meg az abszolutizmus és az alkotmányosság hívei között (Abrilada-forradalom). VI. János ígéretet tett az 1822-es alkotmány felfüggesztésére és egy olyan alaptörvény megalkotására, amely szavatolja „a személyes szabadságot, a tulajdont és a munkát” (Vila-Francada nevű forradalom). Egy év múlva azonban Mihály főherceg felkelést szervezett a hadsereg élén: letartóztatta a János által kinevezett abszolutizmus és bátortalan liberalizmus között álló minisztereit, a királyt pedig Angliába menekítették (Tejóból hajón), ahol kezébe vette az irányítást: Mihály herceget (Dom Miguel, a későbbi I. Mihály portugál király) száműzték Portugáliából, és kizárták a trónöröklésből. Sikertelen államcsínyt követtek el ellene (1824 áprilisában). 1826-ban meghalt János, így a hagyományos öröklés elve szerint Péter követte volna a trónon, de mivel kinyilatkoztatta Brazília függetlenségét és ott uralkodott, az abszolutisták szemében elveszítette portugál állampolgárságát, illetve nem akartak ismételten Rio de Janeiro központú államot. Végül őt fogadták el trónörökösnek, viszont választania kellett Portugália és Brazília között, ami nehezére esett. Egy tervet dolgozott ki, miszerint lemond a portugál koronáról, amit leánya, a 7 éves Mária da Glória örökölt, Mihálynak pedig feleségül kellett vennie és elfogadnia egy új alkotmánylevelet. Ez megtörtént, csakhogy a három rend (abszolutisták, liberalisták és mérsékeltek) egyike sem fogadta el, az ellentétek pedig polgárháborút szültek (1828-1834). Végül 1834. májusában I. Mihály király kénytelen olt ismét száműzetésbe vonulni, és IV. Péter portugál király (I. Péter néven brazil császár volt) megkezdhette tényleges uralmát.

## Házassága, utódai
1785. június 9-én feleségül vette Sarolta Johanna spanyol infánsnőt, IV. Károly spanyol király és Mária Lujza parmai hercegnő leányát, aki tíz gyermeket szült:
- Mária Terézia (1793–1874), a későbbi Beira hercegné.
- Ferenc Antal (1795–1801)
- Mária Izabella (1797–1818), aki 1816-ban VII. Ferdinánd spanyol királynak (IV. Károly fiának) második felesége lett.
- Péter (1798–1834), a későbbi I. Péter brazil császár.
- Mária Franciska (1800–1834)
- Izabella (1801–1876)
- Mihály (1802–1866), a későbbi I. Mihály portugál király.
- Mária (1805–1834)
- Anna (1806–1857)
- ismeretlen fiú (1810–?)

Egy házasságon kívüli gyermeke is volt:
- Eugénia Mária (1803–1863)